# Sentosa
Sentosa, qui signifie « paisible » en malais, est une île et station touristique à Singapour, visitée par à peu près 5 millions de touristes par an.
Parmi les attractions, on peut citer une plage de sable longue de 2 km, le Fort Siloso, deux parcours de golf, deux hôtels 5 étoiles, et le Resorts World Sentosa, comprenant le parc à thème Universal Studios Singapore. Le sommet américano-nord-coréen, entre Donald Trump et Kim Jong-un, s'est ouvert dans un hôtel de luxe situé sur cette île, le 12 juin 2018.

## Étymologie
Le nom Sentosa est un dérivé de Santosha en sanskrit. L'île était connue précédemment sous le nom de Pulau Blakang Mati (en chinois: 絕後島/绝后岛), ce qui signifie en malais « île (pulau) de la mort (mati) par derrière (belakang) ».
Ce nom Blakang Mati ne semble pas dater du XIXe siècle. Une île nommée Blacan Mati est inscrite sur la carte de Singapour de Manuel Gomes de Erédia datant de 1604. D'autres références à cette l'île se trouvent sous le nom de Burne Beard Island sur la carte de Wilde de 1780, de Pulau Niry, de Nirifa de 1690 à 1700, et au XIXe siècle Palau Pajang. Cependant des cartes plus anciennes ne séparent pas Blakang Mati de l'île adjacente de Pulau Brani, ainsi il n'est pas possible de définir avec certitude le nom donné à l'île pendant le XVIe siècle.
L'île a connu de nombreux changements de nom. Jusqu'à 1830, elle était nommée Pulau Panjang (« l’île allongée »). Selon Bennett (1834), ce nom de Blakang Mati (« mort par derrière ») était seulement celui de la colline de l'île, donné par les villageois malais y résidant. 

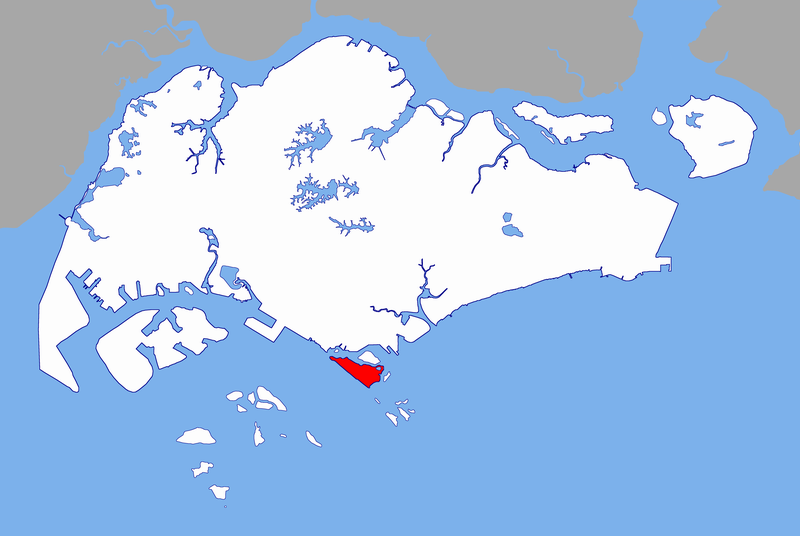
Localisation de Sentosa.

La réputation mortifère de l'île a reçu différentes explications. L'une argue de nombreux meurtres et actes de piraterie durant l'histoire de cette l'île. Une autre évoque les esprits de guerriers qui y sont enterrés. Une troisième cite une maladie des années 1840, transmise sur l'île par les colons originels de Bugis ; un médecin légiste anglais, Robert Little, attribua cette maladie, appelée alors fièvre de Blakang Mati, à des miasmes de feuilles mortes et d'eaux marécageuses ; après controverse entre médecins, cette fièvre fut reconnue en 1898 être la malaria, causée par le moustique anophèle, la station de recherche du gouvernement contre la malaria étant à l’origine située sur l'île.

## Attractions à Sentosa

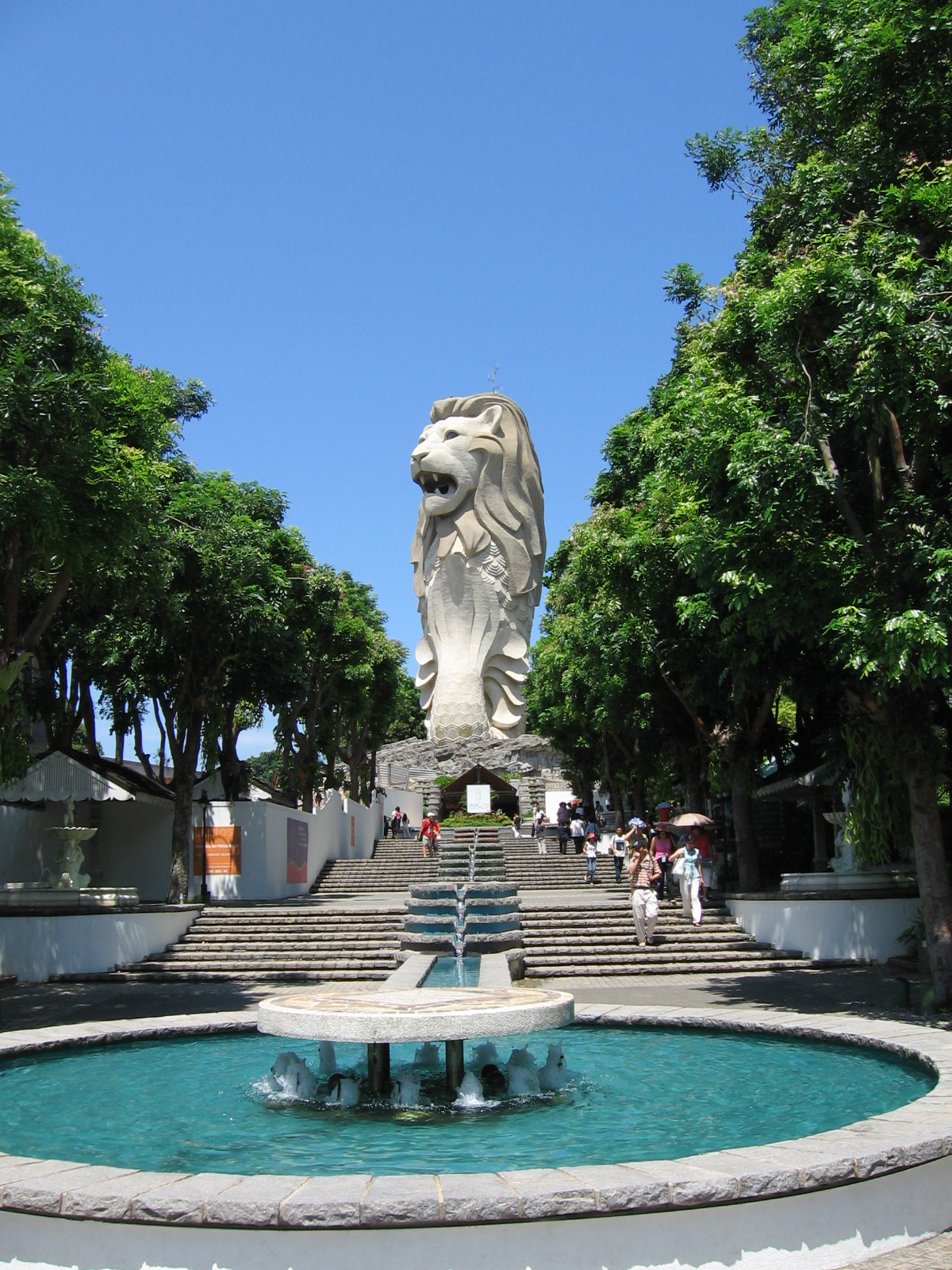
Merlion de Sentosa.

- Fort Siloso
- Tiger Sky Tower
- Madame Tussauds Singapore
- Universal Studios Singapore
- Underwater World
- Merlion de Sentosa

## Plages
- Palawan Beach
- Siloso Beach
- Tanjong Beach

## Transports
L'île, séparée de Pulau Ujong, l'île principale de Singapour par le Keppel Harbour (en), elles sont reliées entre elles :
- par un pont routier et ferroviaire, le Sentosa Gateway, emprunté par un monorail, le Sentosa Express ;
- par une promenade piétonne en bois (Boardwalk) longeant le pont, la Sentosa Boardwalk ;
- par un téléphérique, le Singapore Cable Car (en).

Ces moyens d'accès sont payants, sauf le Boardwalk.

## Galerie de photos

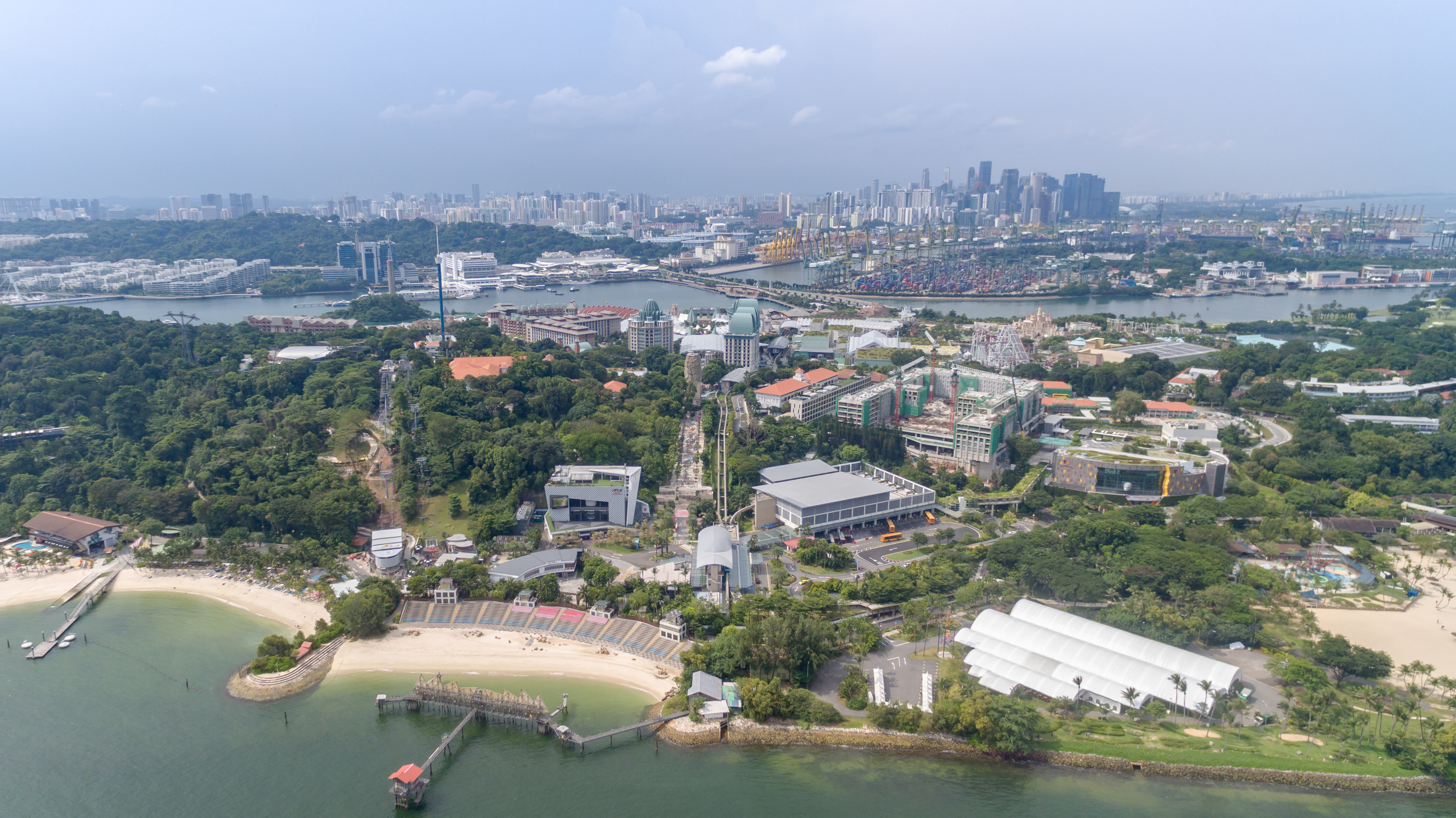
Vue de Sentosa et de l'île de Pulau Ujong au second plan.
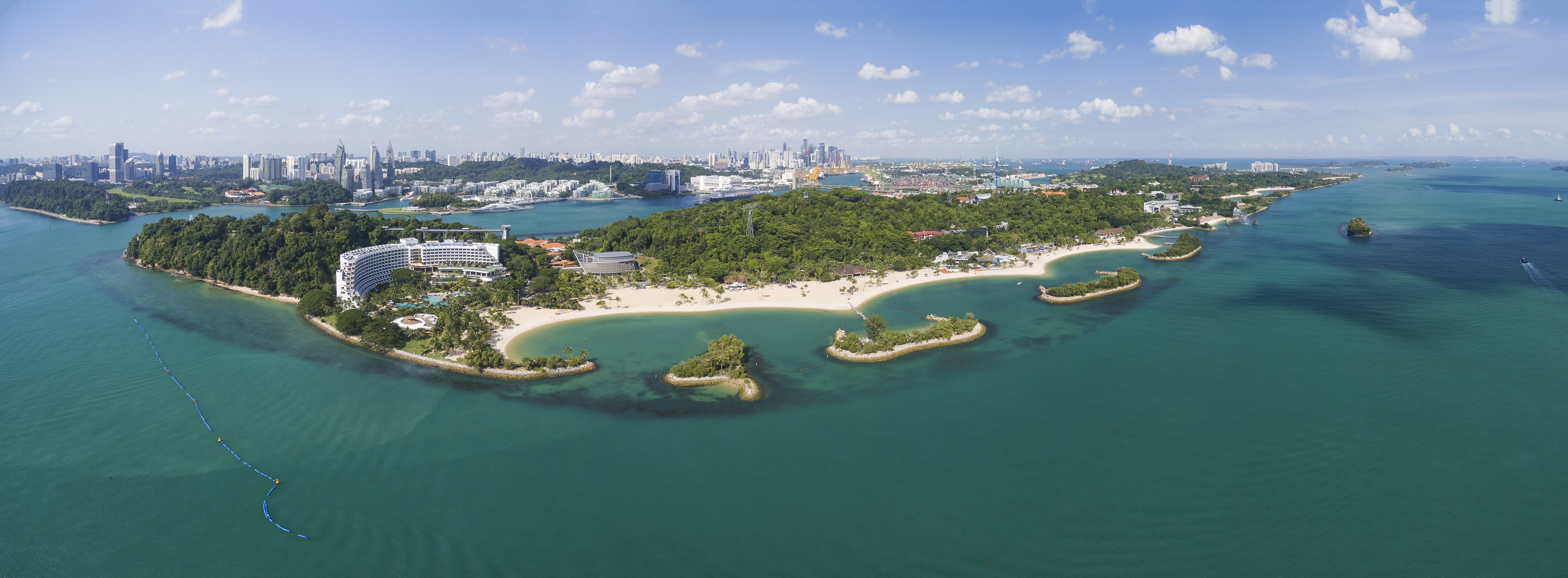
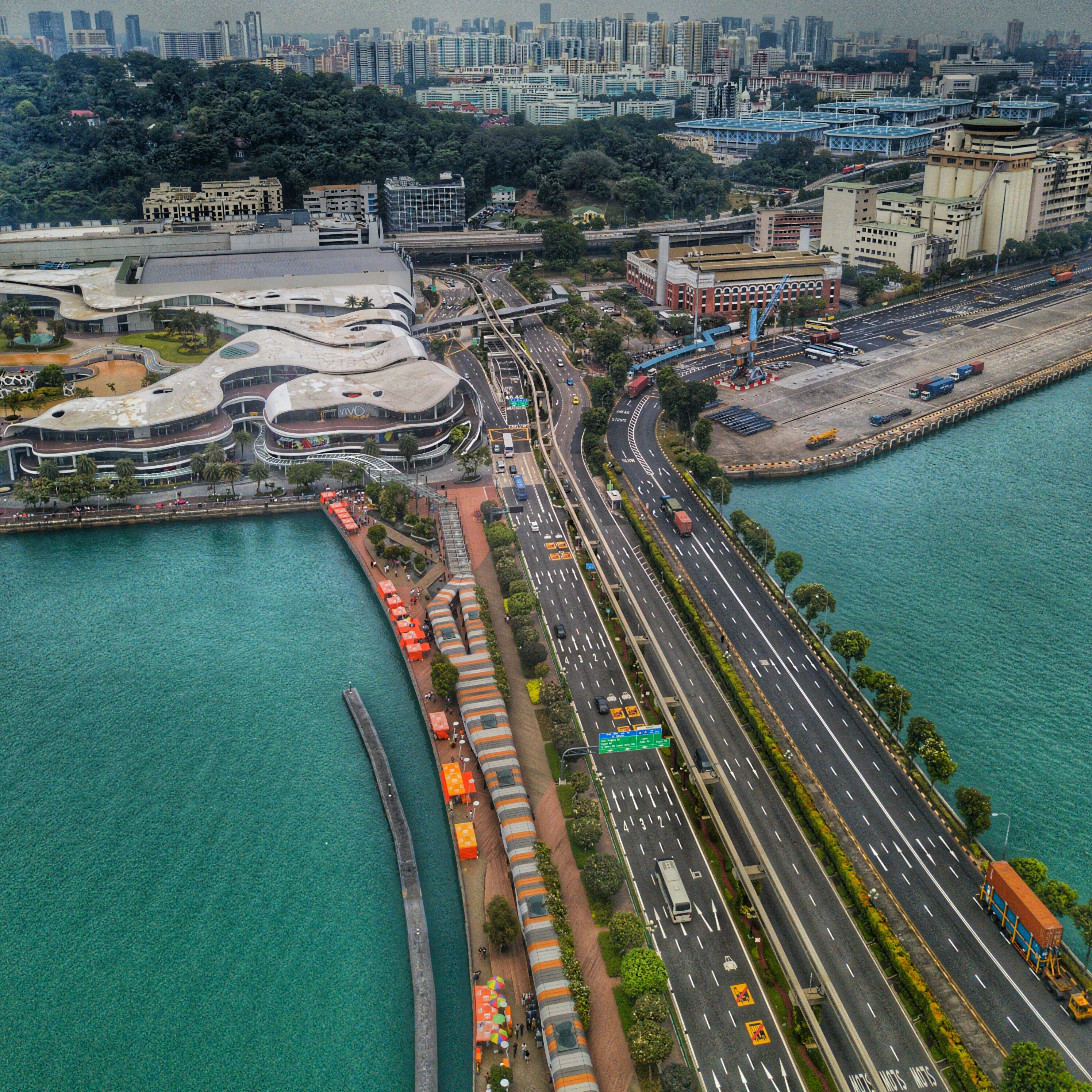
Pont de Sentosa.
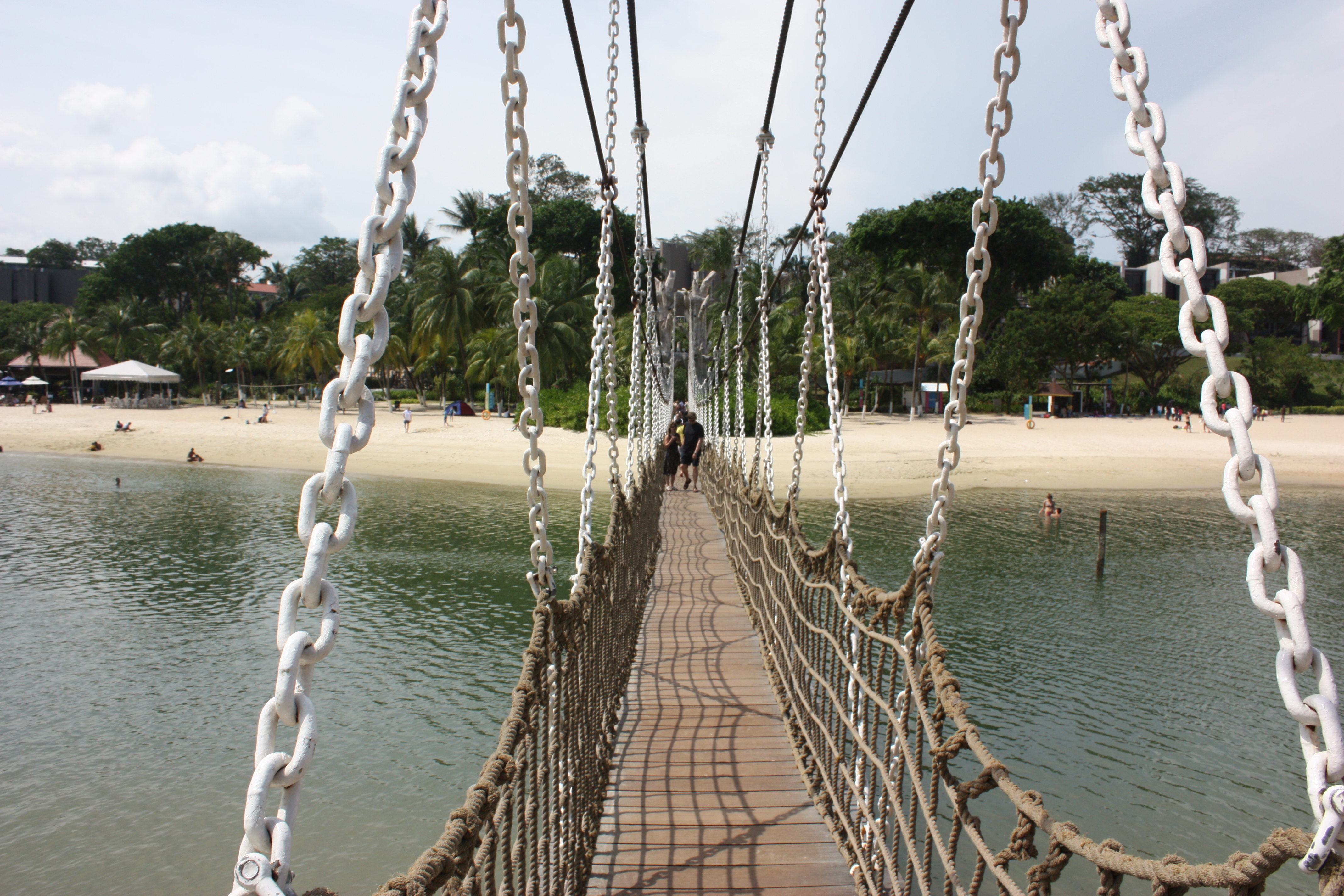
Pont suspendu reliant la plage de Palawan à l'île du même nom.
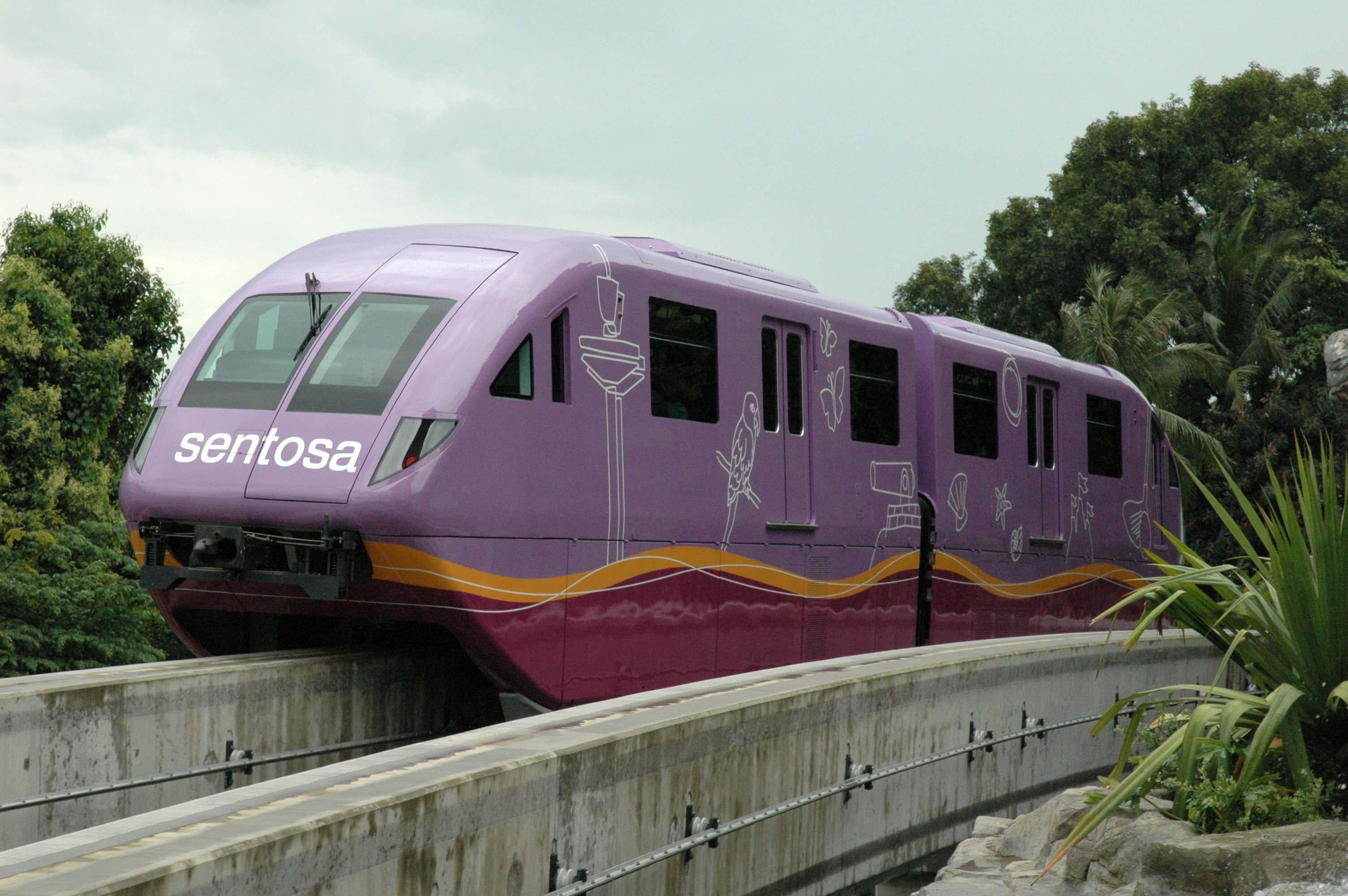
Rame du monorail Sentosa Express.
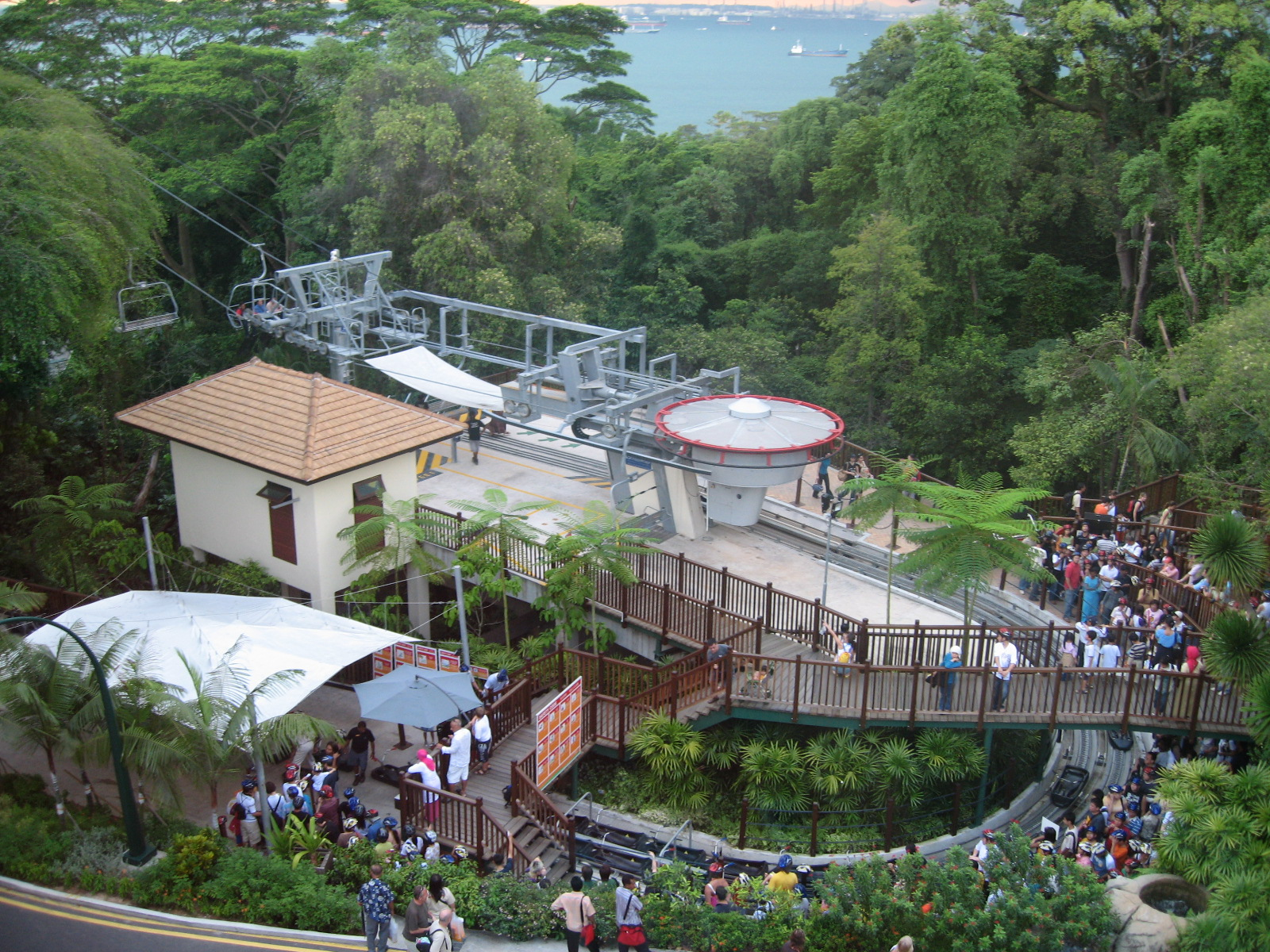
Sentosa Luge.
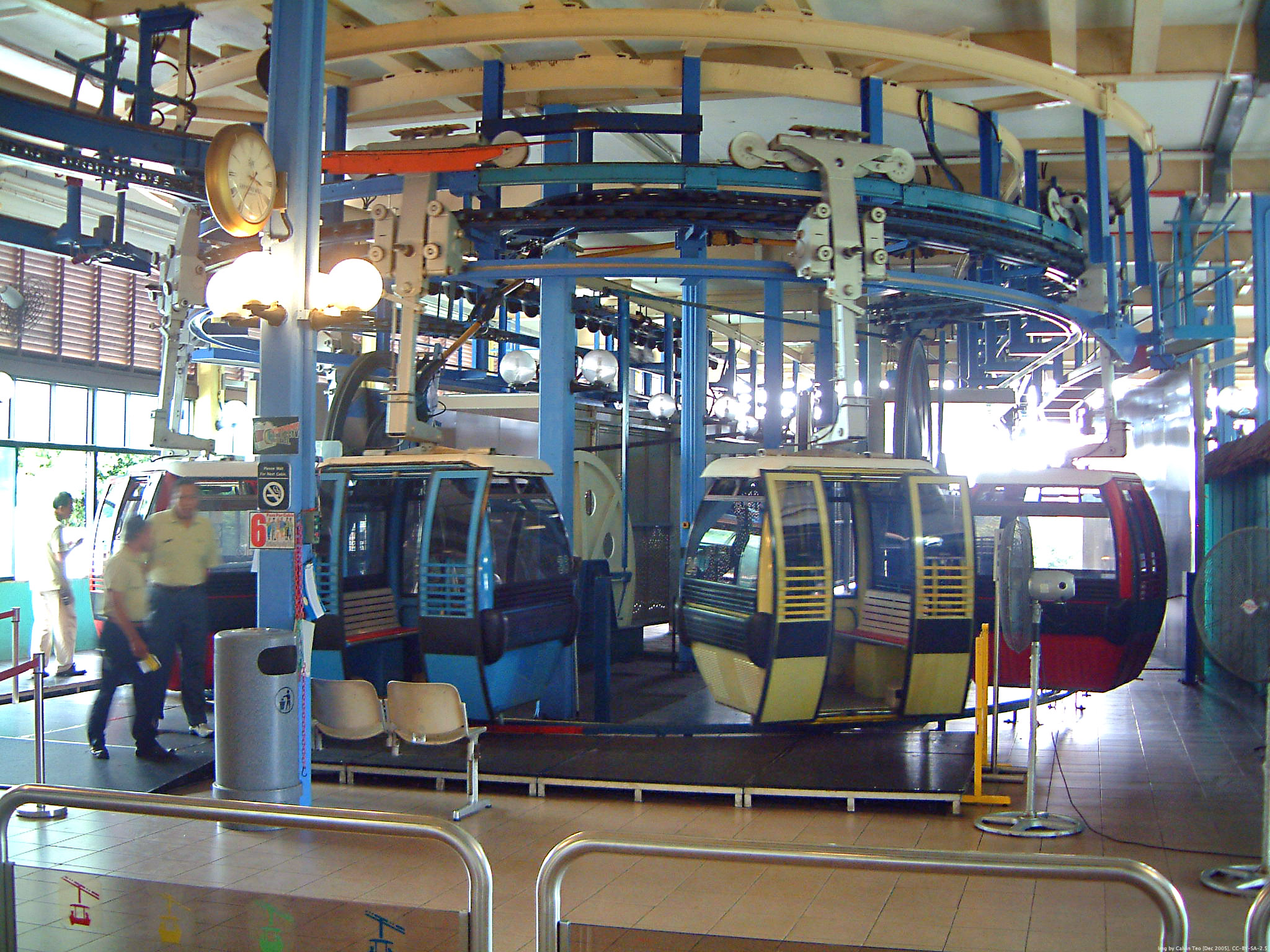
Station de téléphérique.
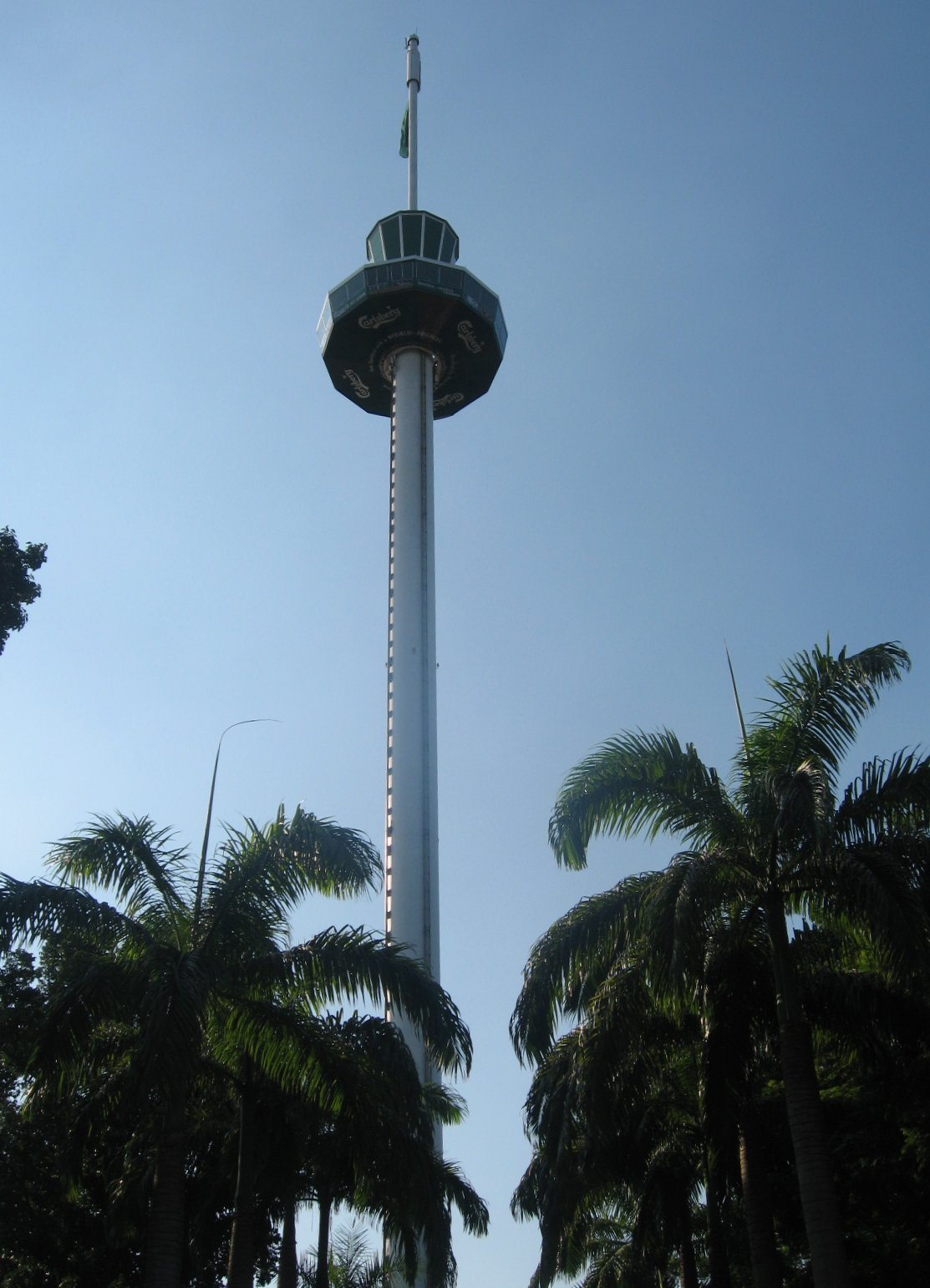
Carlsberg Sky Tower désormais Tiger Sky Tower.
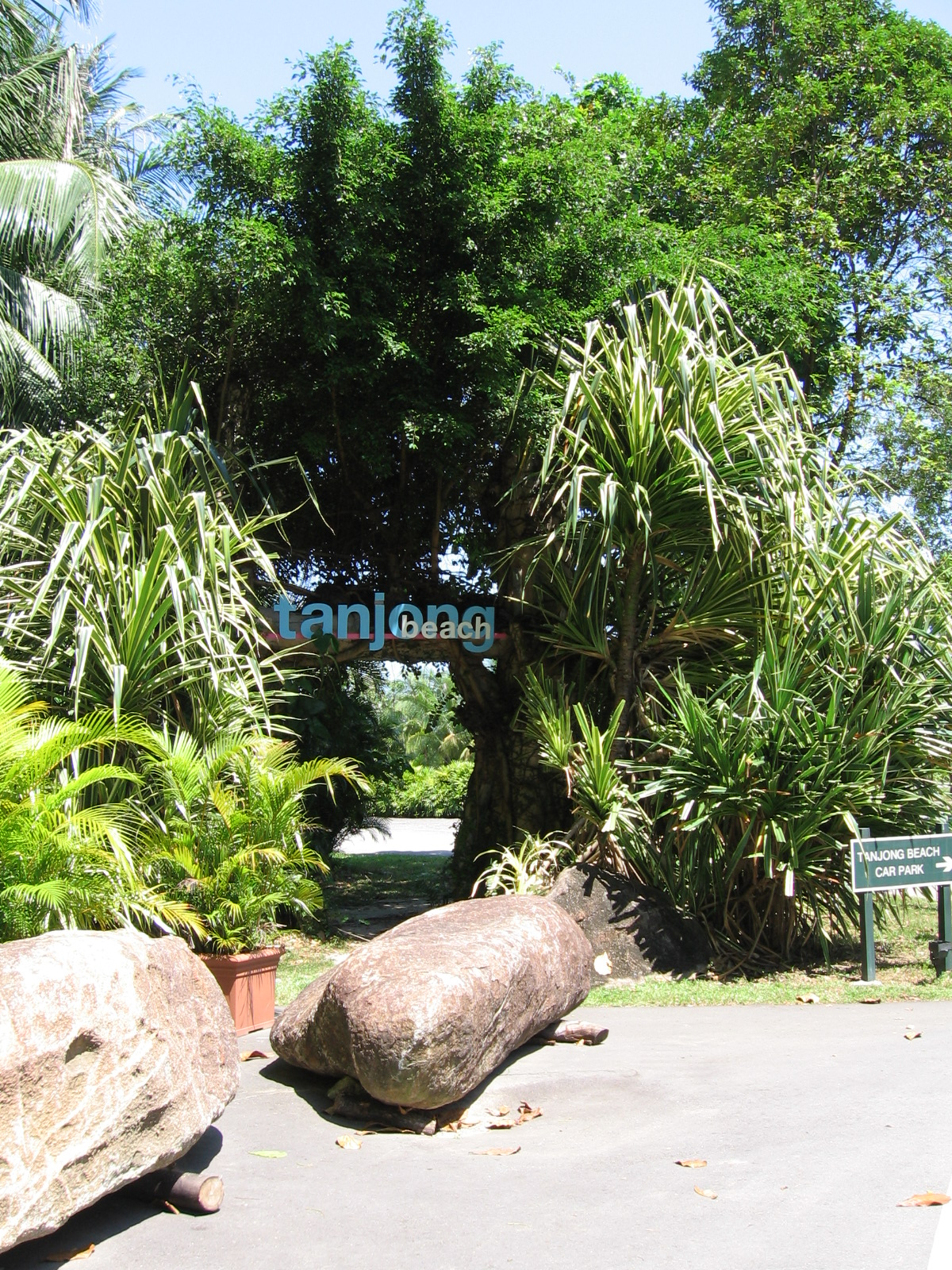
Un panneau de signalisation « Tanjong Beach ».
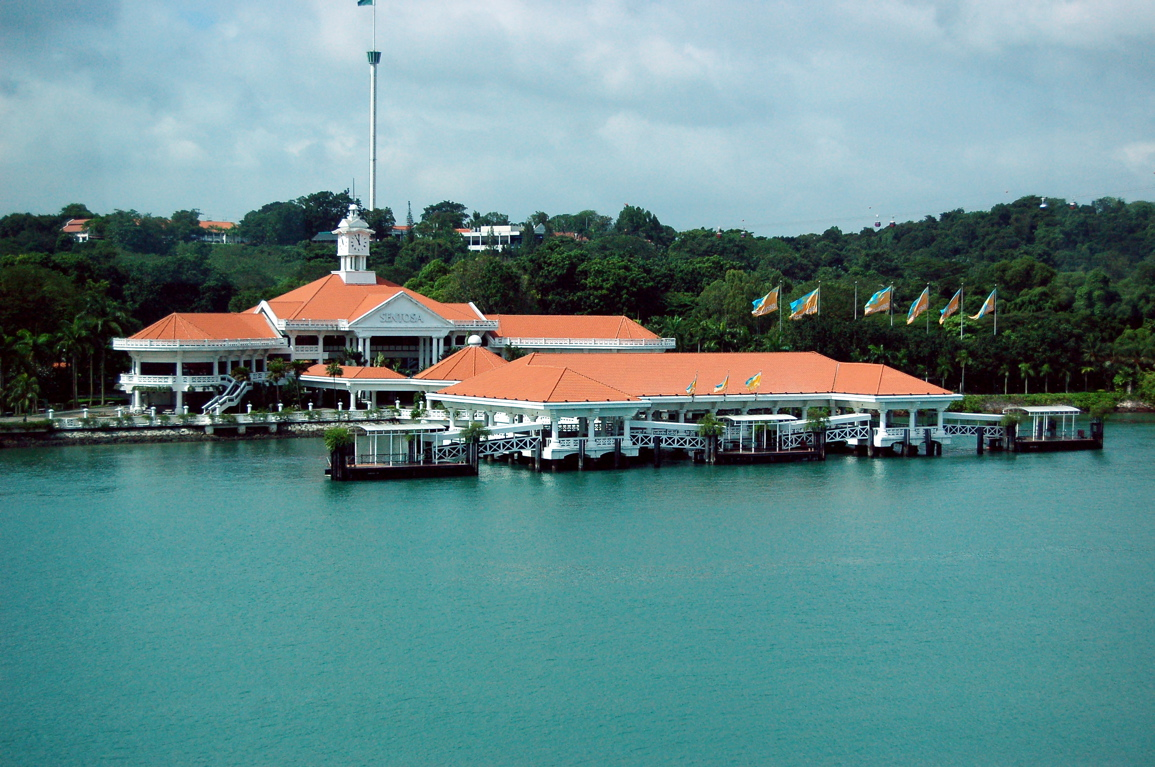
Vieux terminal de ferries.
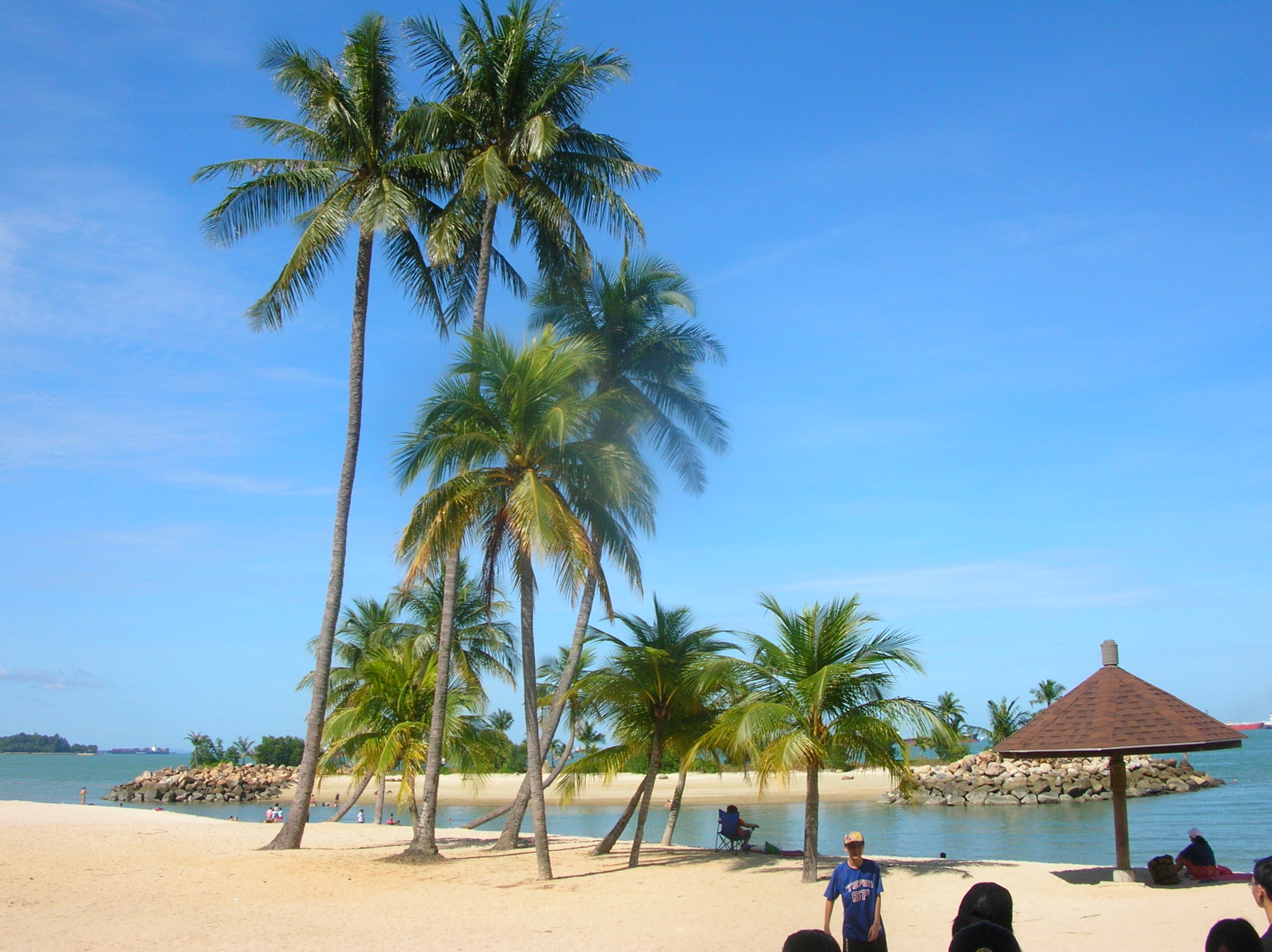
Tanjong Beach.